# 西前忠久
西前忠久（1964年9月25日—）是生于日本大阪府大阪市的男性聲優。ARTSVISION所属。

## 来历
毕业于大阪府立泉尾高中、京都精華大學美术学部洋画学科。
曾隶属于关西艺术座、剧团前进座、九Production和Production★A組。

## 人物
在日本播音演技研究所大阪校和Pro-Fit声优培训所担任演技讲师。
方言是关西方言和鹿儿岛方言。
爱好和特长是日本太鼓、绘画、棒球和歌舞伎的舞台动作。

## 演出作品
※粗體字為主要角色。

### 电视动画
1999年
- 格里高利恐怖秀（ボンサイカブキ）
- ∀GUNDAM（ヨロル、通信兵）

2000年
- 犬夜叉（蠱毒的鬼妖怪、お館様、熊妖怪、松村、牙猿、白入道、青龍、冥王獣、紅牛魔、冥王獣、利吉 他）
- 捍衛者（スピゴン、其他）
- 櫻花大戰（作业员B）

2001年
- 頑皮小白貂（大学教授、熊/熊校长、长老老鼠、山田的大叔）
- 辣妹當家（DJ、群青、モデリカ国大使、其他）
- 星域毀滅者（社员）
- 逮捕令 Second Season（青岛）
- 地球防衛家族（校内广播、飞行员A）
- 網球王子（理查德·贝克）
- 破邪巨星G彈劾凰（巴巴巴鲁巴、旋风）
- 魔法少女貓（ヌガー / 假面男A / 三銃士A、ビョウ兵口、其他）

2002年
- 笑園漫畫大王（亀すくい屋）
- 禁獵魔女（高野、司机、情报屋、队长）
- 帝皇戰紀（タン）
- 銀河戰警（委员C）
- 闪灵二人组（马车号造）
- 火影忍者（波之国的居民、蜉蝣(男)、磁牙）
- 圓盤皇女（白）
- 炸彈小新娘（じい）

2003年
- R.O.D -THE TV-（店主A、支配人）
- 百变之星（出资者）
- 奇諾之旅（士兵）
- 聖槍修女（议员、议长、老人）
- 機甲露寶（管制官、木岛）
- 機魂末世錄（峰）
- 闇與帽子與書的旅人（格鲁耶尔、巴罗、医生、赤石弥太郎）

2004年
- 陰陽大戰記（青龍のブリュネ、道元）
- 巖窟王（罪人2）
- 機動戰士GUNDAM SEED DESTINY（伊恩·李、ソガ、舰内播音员）
- 微笑的闪士（伝馬ガン蔵）
- 御行者（尼克·基奥、ネオケケ）
- 極道鮮師（鹤田一郎）
- 七武士（リキチ[3]）
- 沙漠神行者（谷川清士）
- 月詠 -MOON PHASE-（巴尔加斯）
- 爆裂天使（旁白、刑事A、什锦烧店客B、RAPT队员、其他）
- 美鳥的日記（僧侶）
- 妄想代理人

2005年
- 神是中学生（担任教师）
- SHUFFLE!（KKK队长）
- 極速攝殺（主人、新闻主播、其他）
- 絕對少年（堂丸史郎）
- 索斯機械獸V（鲍曼中佐）
- BASILISK～甲賀忍法帖～（旅人）
- 血戰（海兵队队长、安德烈、ダーズ、Mr.格兰特）

2006年
- 后天的方向（奥寺雅夫）
- 牙 -KIBA-（ガルバ、ガリ、贤者、其他）
- 結界師（弓铁、冰渡、妖）
- 超級機器人大戰OG -Divine Wars-（北村開）
- 我的裘可妹妹（老夫妇·夫）
- 西方善魔女（士兵A）
- 忍者少女（黑色眼镜男）
- Fate/stay night（Berserker）
- 吉宗（善右卫门、浪人、居民、其他）

2007年
- 風之聖痕（ナンパ男）
- 剑豪生死斗（职事）
- 鬼面騎士（荒井）
- 惡魔獵人（惡魔）
- 遙遠時空3 紅之月（祖父）
- 英雄時代（クリシュヌス）
- 魔人偵探腦嚙涅羅（教师、柏木诚一、佩德罗·西川）
- MOONLIGHT MILE 第二季 -Touch down-（吉姆·麦克道尔总统、机长、救援队长、カシェキン）
- 蟲之歌（石卷喜久二）
- 新楓之谷（怪物A、黄鬼、キノコオヤジ）
- 灣岸競速（稻田）

2008年
- CLANNAD（担任、教师）
- 死后文（黑道）
- 野良耳（クマえもん）
- World Destruction~毀滅世界的六人~（企鹅兽人）

2009年
- 名偵探柯南（田布施周平）

2010年
- 超級機械人大戰OG -The Inspector-（北村開[4]）
- 火影忍者疾風傳（剑、青）
- PEACE MAKER鐵（加须屋左近）
- HEROMAN（飞行员）

2013年
- Fate/kaleid liner 魔法少女☆伊莉雅（Berserker）

2014年
- DRAMAtical Murder（东江）

2016年
- 漂流武士（島津家久、修道士マルタン、村長、リーダー、ゴブリン兵、其他）※薩摩方言监修担当

2017年
- 商人星的小比索（国王[5]）

2020年
- 半妖的夜叉姬（冥王兽、利吉）
- 博人传-火影次世代-（青[6]）

### 剧场动画
2000年
- 機動戰士GUNDAM II　哀戰士篇 特別版（萨古莱德）
- 機動戰士GUNDAM III　相逢宇宙篇 特別版（班马斯）

2001年
- 犬夜叉 跨越時代的思念（妖怪）

2002年
- 犬夜叉 鏡中的夢幻城（野盗）
- 極速巡警
- 六個天使（管制官的声音）

2003年
- 犬夜叉 天下霸道之劍（妖怪）

2004年
- 蘋果核戰（工藤[7]）
- 犬夜叉 紅蓮的蓬萊島（刚罗[8]）

2005年
- 机动战士Z高达II——恋人们（本·乌达）

2007年
- EX MACHINA（工员）

2010年
- Fate/stay night Unlimited Blade Works（Berserker）

2013年
- 短暫和平（消防员）
- 名偵探柯南：絕海的偵探（畑宗德）

2018年
- 名偵探柯南：零的執行人（广播B）

2020年
- Fate/stay night Heaven's Feel III.spring song（Berserker）

### OVA
2001年
- アンジェリーク 〜聖地より愛をこめて〜（拍卖人）
- Z.O.E 2167 IDOLO（操作员）
- 倒凶十將傳（火燕刚介、凶魔）

2002年
- 高校鐵拳傳 TOUGH（祖父）

2003年
- 圓盤皇女 SPECIAL（白）

2004年
- 盗贼王JING in Seventh Heaven（囚犯3）

2005年
- 円圓盤皇女 星靈節的新娘（白、黒）

2006年
- 机动战士GUNDAM SEED C.E.73 STARGAZER（船的士兵）
- FREEDOM（大卫）
- 圓盤皇女 時空與夢想的銀河之宴（白）

2009年
- CLANNAD（担任）

2011年
- 幻想嘉年華（Berserker）

2021年
- Fate/Grand Carnival（爱德华·蒂奇）

### Web动画
2001年
- 魔法游戏

2023年
- Fate/Grand Order 藤丸立香不明白（赫拉克勒斯，爱德华·蒂奇）

2023年
- Fate/Grand Order 搞不懂的藤丸立香 第2期（爱德华·蒂奇）

### 电子游戏
2001年
- 暴走公主（ゼッツォ僧院・中僧侶、魔物ラニア、ラスリー、小間物屋店主、賞金稼ぎ〈弟〉、食品店店主）
- 犬夜叉（蛊毒的妖怪）

2003年
- 火影忍者 終極風暴（テグセ）

2004年
- 犬夜叉 〜诅咒假面〜

2005年
- 機動戰士GUNDAM SEED DESTINY （伊恩・李）

2006年
- 機動戰士鋼彈 吉翁的徽章（3番舰舰长）
- 足球小將（吉良監督、石波大洋、ミューラーの先生）
- 血戰 一夜之吻（久志田史也、木村广吉）
- BLOOD+ 雙翼之戰鬥輪舞曲（繭的父亲）
- 人中之龍2（千石虎之介）

2007年
- SD GUNDAM G世代（本·伍德、ゴットン・ゴー、伊恩・李、其他）
- 結界師 黑芒樓之影（弓铁）
- 超級機器人大戰OG ORIGINAL GENERATIONS（北村開）
- 魂之搖籃 侵蝕世界者（ガンツフルト）
- 火焰之纹章 晓之女神
- Fate/stay night（Berserker〈赫拉克勒斯〉）

2008年
- 機動戰士鋼彈 基連的野望 阿克西斯的威脅（ゴットン・ゴー、本·伍德）
- 超級機器人大戰Z（伊恩·李、本·伍德）

2013年
- 超級機器人大戰OG INFINITE BATTLE（北村開）
- 暗黑破壞神III（阿兹莫丹）
- 火影忍者疾风传 究极风暴3（青）

2014年
- DRAMAtical Murder re:connect（东江）
- 人中之龍 維新！（千石虎之丞）
- 火影忍者疾风传 究极风暴 革命（青[9]）

2015年
- Grand Kingdom（ゴドフリー・スフォルツァ[10]）
- Fate/Grand Order（赫拉克勒斯、圣乔治、爱德华·蒂奇[11]）

2016年
- 英雄联盟（千珏）

2017年
- 人中之龍 極2（千石虎之介）

2019年
- 侍魂 曉（服部半蔵）

2020年
- 火焰之纹章 英雄（デギンハンザー）

### 电视剧CD
- 格特鲁德的食谱（魔像）
- 聖槍修女 原创剧《SPIRIT》（梅西百货支配人）
- 闪灵二人组“目标 B”
- 月如隱於闇夜中（服部的父亲）
- 天使禁猎区 星幽界編2 苍穹哀叹（加藤的父亲、刺客1）
- 眷戀你的溫柔 （执行）
- 東山道轉墜異聞（父亲，城鎮風格的男人）
- 魔法少女貓 月光派对（冈木金斋）
- 貧窮貴公子（御村的父亲、老师）
- 闇與帽子與書的旅人 Extra Book1-时间旅行者-（格鲁耶尔）
- 圓盤皇女 恶搞短篇喜剧（白）

## 脚注

### 出典
1. 1 2 3 4 5  . 声優屋 西前忠久.   [2020-02-26]. （原始内容存档于2023-07-02）.
2. 1 2 3 4 5  .   [2020-02-26]. （原始内容存档于2022-07-05）.
3. ↑  . GONZO公式サイト.   [2016-05-15]. （原始内容存档于2020-10-31）.
4. ↑  . スーパーロボット大戦OG -ジ・インスペクター-公式サイト.   [2016-06-14]. （原始内容存档于2016-06-22）.
5. ↑  . アキンド星のリトル・ペソ｜公式サイト. LINE.   [2017-03-31]. （原始内容存档于2017-03-21）.
6. ↑  『Vジャンプ2021年1月号』232p。
7. ↑  . メディア芸術データベース.   [2017-01-01]. （原始内容存档于2018-03-03）.
8. ↑  . サンライズワールド. サンライズ.   [2023-05-05]. （原始内容存档于2022-12-02）.
9. ↑  . NARUTO -ナルト- 疾風伝 ナルティメットストームレボリューション.   [2014-09-10]. （原始内容存档于2021-11-27）.
10. ↑  週刊ファミ通 (エンターブレイン). 2015-07-02, (2015年7月16日号). 缺少或|title=为空 (帮助)
11. ↑  TYPE-MOONエース (KADOKAWA). 2016-04-23, (VOL.11 別冊付録「Fate/Grand Order Servant Storage」). 缺少或|title=为空 (帮助)